# Multiwellenoszillator
Der Multiwellenoszillator ist ein vom Erfinder Georges Lakhovsky während der Zwischenkriegszeit entwickeltes Gerät, das zur Erzeugung hochfrequenter elektromagnetischer Wellen dienen sollte. Lakhovsky behauptete, damit Krebs bekämpfen zu können. Dafür brachte er eine Spekulation zu elektromagnetischen Schwingungen in Zellen vor. Intrazelluläre Prozesse können jedoch nicht wie von Lakhovsky beschrieben beeinflusst werden.

## Aufbau und vorgebliches Funktionsprinzip

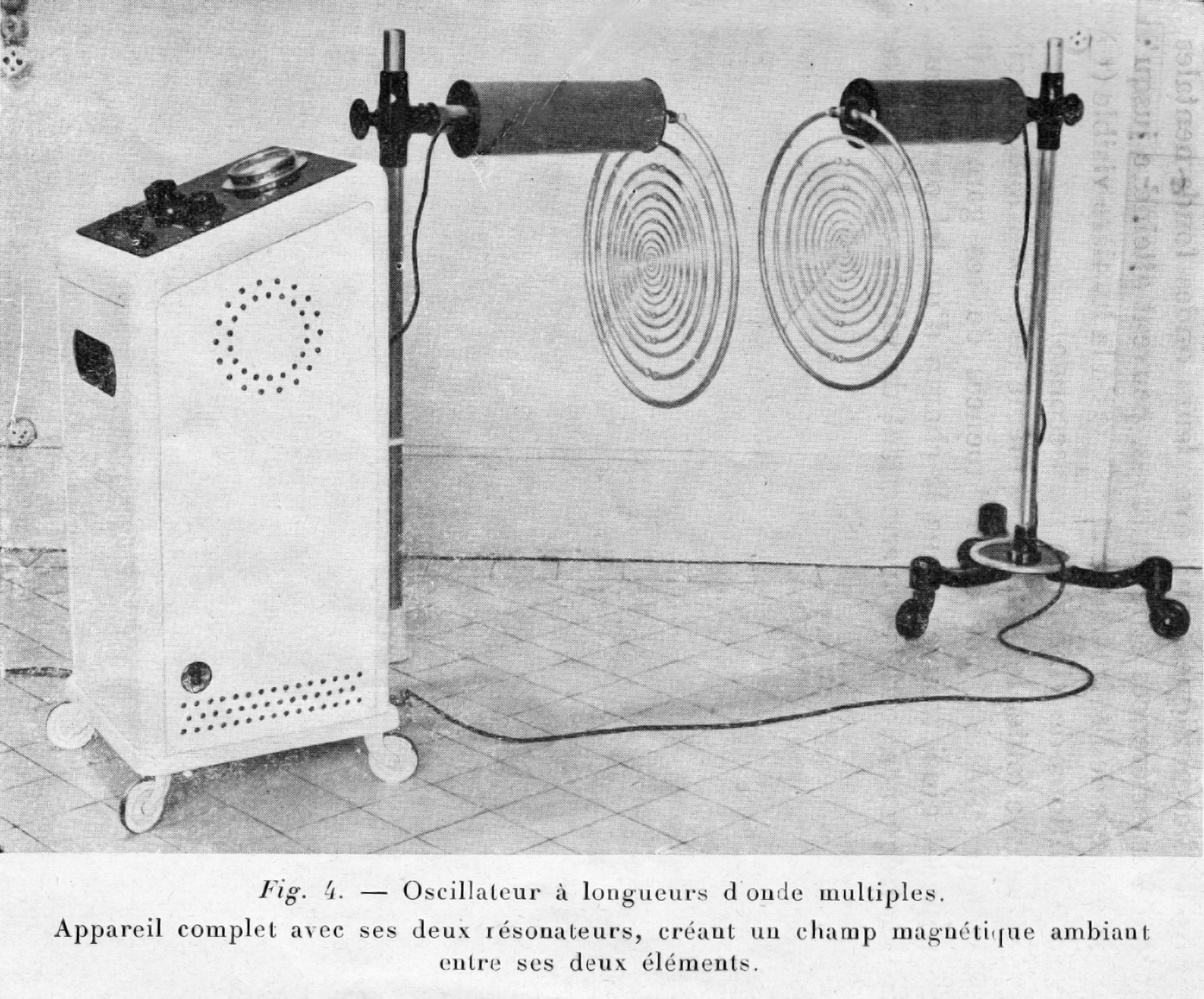
Multiwellenoszillator nach Georges Lakhovsky

Der Multiwellenoszillator besteht gemäß Patentschrift im Wesentlichen aus zwei sogenannten Lakhovsky-Antennen aus ringförmigen Leitern und einem Tesla-Transformator als Erreger. In einer Publikation von 1937, die 1941 in englischer Übersetzung erschien, beschrieb Lakhovsky einen Prototyp des Geräts mit sogenannten Antennen aus je zwölf kreisförmigen, an ihren Enden durch Kugeln abgeschlossenen, Leiterschleifen mit jeweils um 180° versetzten Lücken. Diese optische Erscheinung wird auch von späteren Replikationen des Geräts beibehalten. Die erzeugten elektromagnetischen Wellen sollten angeblich eine Schwingung der Zellen von Lebewesen anregen und hierdurch zur Heilung von Krebsleiden führen. In Wirklichkeit aber können die ringförmigen Antennen keine höheren Frequenzen abstrahlen wenn diese nicht vom Erreger produziert werden. Daher wirkt ein Multiwellenoszillator im Prinzip nicht anders als ein Tesla-Transformator, ob mit oder ohne Antennen. Die hohen Frequenzen aus der Funkenstrecke werden nämlich durch die Teslaspulen herausgefiltert.
In der Patentschrift grenzte Lakhovsky den Multiwellenoszillator nicht explizit für medizintechnische Anwendungen ein, beschrieb das Gerät aber in seinen Publikationen hauptsächlich im Zusammenhang mit sowohl aus heutiger Sicht als auch in Anbetracht des zeitgenössischen Kenntnisstandes absurd anmutenden „onkologischen Experimenten“. So führte Lakovsky unter anderem Versuche an mit Agrobacterium tumefaciens infizierten Geranien durch, deren knollige Wucherungen er als Karzinome missverstand.
Der Multiwellenoszillator wurde von der Lebensmittelüberwachungs- und Arzneimittelbehörde der Vereinigten Staaten FDA als Quacksalberei verboten.

## Betrugsanwendungen
Betrüger boten und bieten immer wieder solche Geräte an. Die Behauptung einer Heilwirkung bleibt unbelegt und es gibt keine Studien, welche die Wirkung belegen können. Oft ist selbst die Behauptung es handele sich um ein Lakhovskyprodukt schon Betrug, da die angebotenen Produkte und Geräte häufig nichts mit Lakhovsky, im Sinne seines Patentes, zu tun haben. Auch wird häufig damit geworben, dass es sich um ein originales Gerät oder um einen originalgetreuen Nachbau handelt. Diese Behauptung ist nicht belegbar, da sich heute nicht mehr sagen lässt, welche Geräte originalgetreu sind und welche nicht.
Beim Verzicht auf eine wirksame Krebstherapie besteht für betroffene Patienten naturgemäß ein um ein Vielfaches erhöhtes Sterberisiko.
Bei der Verwendung eines Multiwellenoszillators kann es wie bei anderen Anwendungen mit Hochspannung zu einem Stromunfall kommen. Der Betrieb solcher Geräte verursacht meistens starke Störungen und verstößt gegen die EMV.